# Mary Cassatt

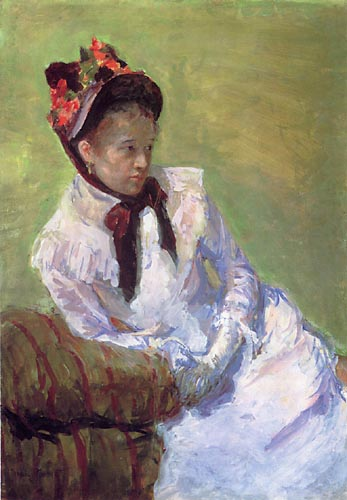
Mary Cassatt

Mary Stevenson Cassatt (/kəˈsæt/; sinh ngày 22 tháng 5 năm 1844 – mất ngày 14 tháng 6 năm 1926) là một nữ họa sĩ người Mỹ. Bà sinh ra tại Allegheny, bang Pennsylvania (hiện thuộc Pittsburgh) nhưng sống phần lớn quãng đời trưởng thành tại Pháp, nơi bà kết bạn với Edgar Degas. Nhiều bức tranh của Cassatt phác họa hình ảnh người phụ nữ cũng như tình mẫu tử trong cuộc sống thường ngày.